# 孤束核
孤束核（英文：Nucleus of the solitary tract；拉丁文：Nucleus tractus solitarii，缩写：NTS）是延髓灰质内的一组柱状神經核。於孤束核內的神经纤维稱為孤束，包括从顏面神经、舌咽神经和迷走神经匯入的一般内脏感觉神经纤维和味觉纤维。孤束核发出纤维投射至脑部其他区域，包括网状结构、副交感神经节前神经元、下丘脑和丘脑，参与形成 自主神经调控的回路。孤束核内的细胞根据不同功能分布。例如接受味觉的细胞位于神經核前上部分，而参与调控心血管和呼吸功能的细胞位于孤束核的下后部分。

## 訊息輸入
- 味覺：顏面神經（舌前2/3部分）、舌咽神經（舌後1/3），以及迷走神經（會厭部分）
- 化學和機械受器信息：屬於一般內臟傳入途徑（GVA）
  - 頸動脈體：由舌咽神經傳入
  - 主動脈體（英语：Aortic body）：由迷走神經傳入
  - 其他內臟感覺：由舌咽神經和迷走神經傳入，包含心臟、肺、氣管、腸胃道、咽，及肝。

孤束核調控了多項反射，包括嘔吐反射、頸動脈竇反射、主動脈反射、咳嗽反射、機械及化學受器反射、多項呼吸反射以及消化系統的運動及分泌相關反射等等。
另外，孤束核也會接收來自消化道內襯及呼吸道內壁的感覺，包括肺部的搔癢感、黏膜乾燥感等等。

## 訊息輸出
訊息在輸入孤束核後，會被輸出到腦中的不同區域，包含下視丘的腦室壁核、杏仁核，以及腦幹中的不同神經核（例如臂旁核及其他的內臟運動或呼吸網絡）。
由孤束核投射向臂旁核的訊息來自於口腔及消化道。雖然一般相信味覺和消化道臟器感覺最終輸入臂旁核，但仍有部分輸入孤束核。孤束核內的神經元可按照其特性不同進行分類，例如分泌正腎上腺素的A2神經元，以及具醛固酮敏感性的HSD2神經元。HSD2神經元會將信息投射至終紋床核。

## 其他圖像

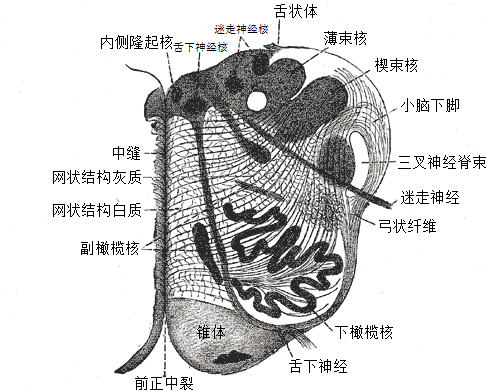
Section of the medulla oblongata at about the middle of the olive.
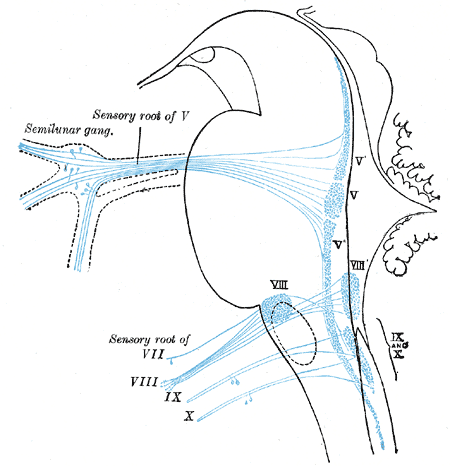
Primary terminal nuclei of the afferent (sensory) cranial nerves schematically represented; lateral view.

## 外部連結
- Stained brain slice images which include the "solitary tract" at the BrainMaps project